# Pino (アイスクリーム)

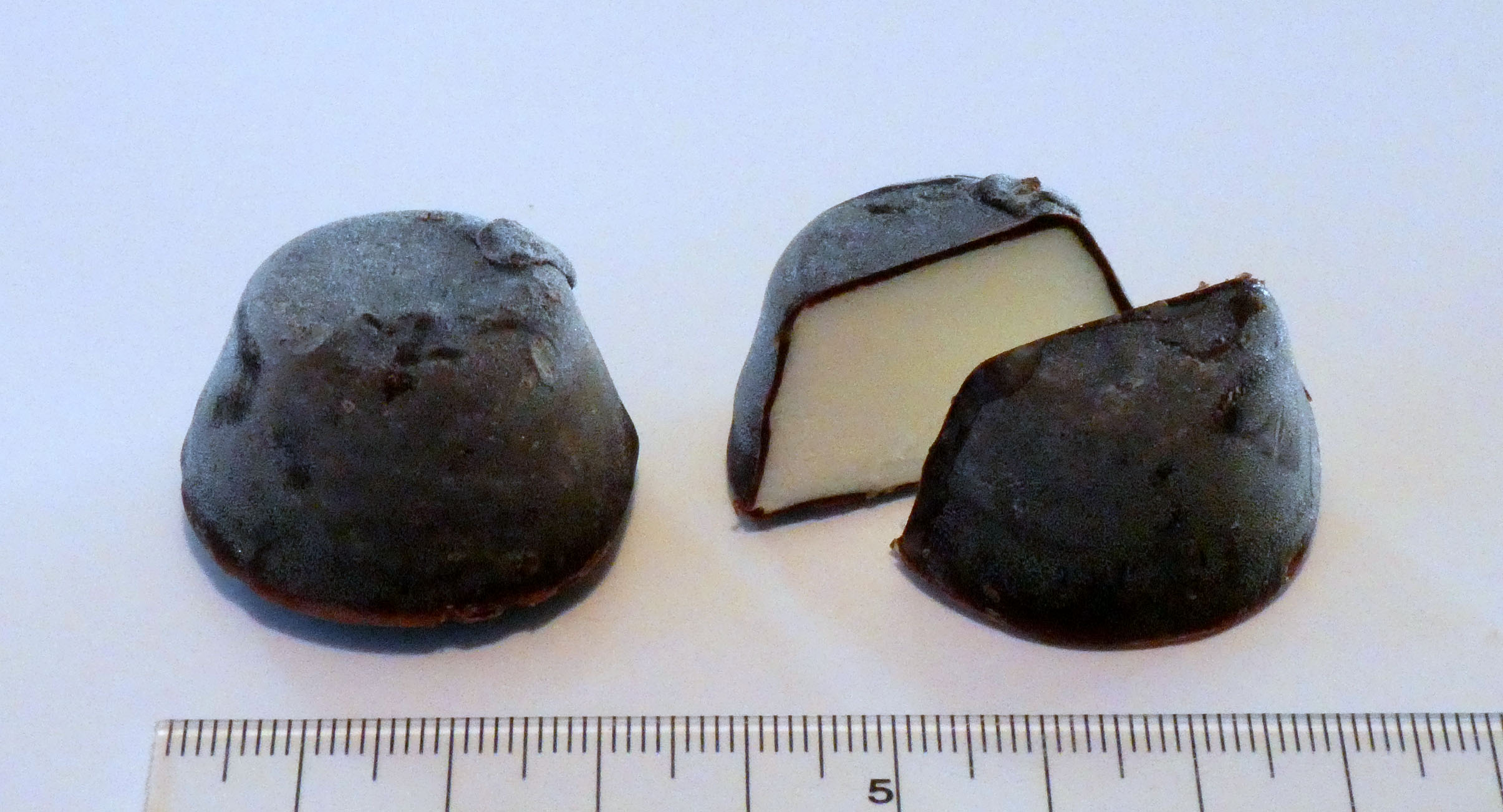
森永pino（2019年撮影）

森永pino（もりながピノ）は、森永乳業が1976年から発売しているアイスクリーム。1979年から30年以上にわたって『エスキモーpino』と呼ばれていたが、エスキモーブランドの廃止に伴い、2010年10月から順次置き換えられている。
円錐台形をしており、周りをチョコレートでコーティングしてある(ボンボン・ショコラに近い)。
pinoという商品名の由来は、イタリア語で松ぼっくりの意味のpigna（pino＝pinusは松の意味）から。

## 歴史
- 1976年 - 『森永pino』として登場。その後『富士pino』となる。
- 1979年 - エスキモーブランドが発足、『エスキモーpino』となる。
- 1986年 - 発売10周年。原宿の人気ショップのトレーナーをプレゼントするキャンペーン実施。
- 1987年 - 原宿ブランドであるTシャツとポーチをセットにしてプレゼントするキャンペーン実施。
- 1992年 - マルチパック登場。
- 1996年 - 発売20周年。謝恩販売として6個入りパッケージを100円で、マルチパックは24個から28個に増量して販売。
- 2002年 - パッケージデザインをリニューアル。イメージキャラクターに嵐を起用。
- 2004年 - 期間限定フレーバーが発売（年2回、2005年は年3回、2006年～2009年4回、2010年以降年5回）
- 2005年7月1日 - 森永乳業が、エスキモーブランドの商標管理および広告を行う子会社エスキモージャパン株式会社を吸収合併。
- 2006年 - 発売30周年。
- 2008年 - 乳製品価格高騰の影響で、マルチパックの内容量を28個から26個に減量。
- 2010年 - エスキモーブランド廃止、『森永pino』に回帰。
- 2020年 - 長年、単体での販売要望の高かった「ピノ チョコアソート」のフレーバー“アーモンド味”に、つぶつぶローストアーモンドを混ぜ込んで改良した「ピノ やみつきアーモンド味」を単体として11月23日に発売。予想を上回る売れ行きで、12月8日に公式サイト及び公式Twitterにて販売休止を発表した。正式なアナウンスはなかったが、翌年の2021年2月頃には再販の目途が立ち販売が再開された。
- 2022年2月14日、ピノ発売45周年を記念して、ポーチ付ムック本「pino 45th anniversary book」を宝島社からセブン-イレブン及び一部ネット販売限定で発売。ポーチはピノ、復刻ピノ、復刻ピノいちごの3種。

## 種類

### 6個入
| すべて6個入りで、商品名は『ピノ ○○』。また、通年発売している商品以外は期間限定での発売。 | すべて6個入りで、商品名は『ピノ ○○』。また、通年発売している商品以外は期間限定での発売。 | すべて6個入りで、商品名は『ピノ ○○』。また、通年発売している商品以外は期間限定での発売。 |
| 種類                                                                                     | 発売日                                                                                   | 備考 |
| 通年                                                                                     | 通年                                                                                     | 通年 |
| ---------------------------------------------------------------------------------------- | ---------------------------------------------------------------------------------------- | --- |
| バニラ（セミスィートチョコレート&バニラ）                                                |                                                                                          | 発売当初からの味で、パッケージ・デザインの変更がある。 あとに通年商品として「ビターチョコ」（2011年）、ダークショコラ（2013年）が発売したが、現在共に販売終了のため通年商品はバニラ1種のみとなっている           |
| 2004年                                                                                   |                                                                                          | |
| いちご                                                                                   | 1月発売                                                                                  | |
| キャラメル                                                                               | 10月26日発売                                                                             | |
| 2005年                                                                                   |                                                                                          | |
| いちご                                                                                   | 1月4日発売                                                                               | |
| カフェラテ                                                                               | 4月26日発売                                                                              | |
| マロン                                                                                   | 9月20発売                                                                                | |
| 2006年                                                                                   |                                                                                          | |
| ビターチョコ                                                                             | 1月9日発売                                                                               | |
| 抹茶                                                                                     | 3月27発売                                                                                | |
| ミント                                                                                   | 6月19日発売                                                                              | |
| カフェラテ                                                                               | 9月25日発売                                                                              | |
| 2007年                                                                                   |                                                                                          | |
| いちご                                                                                   | 1月8日発売                                                                               | |
| 抹茶                                                                                     | 3月26日発売                                                                              | |
| ミント                                                                                   | 6月18日発売                                                                              | |
| ミルクティー                                                                             | 9月24日発売                                                                              | |
| 2008年                                                                                   |                                                                                          | |
| 濃厚ビターチョコ                                                                         | 1月7日発売                                                                               | |
| レアチーズ味                                                                             | 3月24日発売                                                                              | |
| マンゴー味                                                                               | 6月23日発売                                                                              | |
| ラムレーズン味                                                                           | 9月22日発売                                                                              | |
| 2009年                                                                                   |                                                                                          | |
| 生キャラメル                                                                             | 1月5日発売                                                                               | |
| なめらかミルクチョコ                                                                     | 3月30日発売                                                                              | |
| 抹茶ミルク                                                                               | 6月15日発売                                                                              | |
| ショコラアーモンド                                                                       | 9月21日発売                                                                              | |
| 2010年                                                                                   |                                                                                          | |
| いちごミルク                                                                             | 1月4日発売                                                                               | 8月までの期間限定。5月よりパッケージをリニューアル |
| ブルーベリー&チーズ味                                                                    | 4月26日                                                                                  | 数量限定。Dessertシリーズ |
| キャラメル                                                                               | 8月16日発売                                                                              | |
| ピノ スイートポテト味                                                                    | 10月4日発売                                                                              | 数量限定。Dessertシリーズ |
| チョコレート                                                                             | 12月6日発売                                                                              | |
| 2011年                                                                                   |                                                                                          | |
| マロングラッセ味                                                                         | 1月31日発売                                                                              | 数量限定。Dessertシリーズ |
| Wストロベリー                                                                            | 4月4日発売                                                                               | |
| W抹茶                                                                                    | 6月13日発売                                                                              | |
| ビターチョコ                                                                             | 8月15日発売                                                                              | 当初、通年商品として発売されたが、2013年「ダークショコラ」（こちらも現在、販売終了）にリニューアルしたため発売終了。                                                                                             |
| Wコーヒー                                                                                | 10月3日発売                                                                              | |
| 生キャラメル仕立て                                                                       | 12月12日発売                                                                             | |
| 2012年                                                                                   |                                                                                          | |
| 生チョコ仕立て                                                                           | 2月6日発売                                                                               | 数量限定 |
| ダブルストロベリー                                                                       | 4月2日発売                                                                               | |
| ダブル抹茶                                                                               | 6月11日発売                                                                              | |
| 塩ミルク                                                                                 | 8月6日発売                                                                               | 数量限定。コンビニエンスストア限定販売。 |
| ロイヤルミルクティー                                                                     | 9月24日発売                                                                              | |
| ロイヤルカフェラテ                                                                       | 11月19日発売                                                                             | |
| 2013年                                                                                   |                                                                                          | |
| ストロベリーチョコ&ミルクチョコ                                                          | 1月28日発売                                                                              | 数量限定。 |
| ダークショコラ                                                                           | 4月1日発売                                                                               | 当初、通年商品として発売されたが、2015年3月末で発売終了。 |
| ミルクキャラメル味                                                                       | 6月3日発売                                                                               | 7月頃までの期間限定。森永製菓『森永ミルクキャラメル』の発売100周年を記念したコラボレーション商品。 |
| レアチーズ味&木苺チョコ                                                                  | 7月29日発売                                                                              | 9月頃までの期間限定。 |
| ティラミス味                                                                             | 9月23日発売                                                                              | 11月頃までの期間限定。 |
| ヘーゼルナッツ                                                                           | 11月18日発売                                                                             | |
| 2014年                                                                                   |                                                                                          | |
| アーモンドチョコ&ミルクチョコ                                                            | 1月27日発売                                                                              | |
| 香り広がる苺                                                                             | 3月31日発売                                                                              | |
| 香り広がる抹茶                                                                           | 6月16日発売                                                                              | |
| 味わいマロン                                                                             | 9月1日発売                                                                               | |
| ラムレーズン                                                                             | 11月17日発売                                                                             | |
| ノワールショコラ                                                                         | 12月23日発売                                                                             | 冬季限定。セブン-イレブン限定販売 |
| 2015年                                                                                   |                                                                                          | |
| DARSミルクチョコ                                                                         | 1月26日発売                                                                              | 冬期限定。森永製菓『DARS』とのコラボレーション商品。パッケージデザインは3種。 |
| BLACK                                                                                    | 3月30日発売                                                                              | |
| ルージュベリー                                                                           | 5月18日発売                                                                              | ※氷菓 |
| 薫るアロマ珈琲                                                                           | 8月24日発売                                                                              | |
| ベルベットショコラ                                                                       | 10月19日発売                                                                             | ※氷菓 |
| 2016年                                                                                   |                                                                                          | |
| DARSミルクチョコ                                                                         | 2月1日発売                                                                               | 冬期限定、森永製菓『DARS』とのコラボレーション商品。パッケージデザインは4種。 2015年に冬期限定発売したものをパッケージデザインを変えて再発売したもので、味は同じ。                                               |
| 旨み抹茶                                                                                 | 3月28日発売                                                                              | |
| ソレイユパッション                                                                       | 6月6日発売                                                                               | ※氷菓 |
| 香ばしアーモンドキャラメル                                                               | 8月22日発売                                                                              | |
| アロマショコラ                                                                           | 12月5日発売                                                                              | コピー文「香るカカオの、誘惑」 |
| 2017年                                                                                   |                                                                                          | |
| 熟成抹茶                                                                                 | 3月27日発売                                                                              | |
| グレープ＆ベリー                                                                         | 6月19日発売                                                                              | コピー文「魅惑の濃厚ジェラート」。※氷菓。ルージュベリーの味違い |
| 焦がしカラメル                                                                           | 9月11日                                                                                  | |
| ストロベリー（ディズニーデザインパッケージ）                                             | 12月4日発売                                                                              | イチゴ果汁11％。通年商品の「バニラ」のディズニーデザインパッケージ版と共に販売。 |
| 2018年                                                                                   |                                                                                          | |
| 炭火焙煎コーヒー                                                                         | 3月26日発売                                                                              | |
| トリュフショコラ                                                                         | 7月2日発売                                                                               | |
| 琥珀のカラメルフロマージュ                                                               | 9月10日発売                                                                              | |
| ホワイトチョコ＆チョコ（ディズニーデザインパッケージ）                                   | 12月3日発売                                                                              | 数量限定。パッケージデザインは3種。 |
| 2019年                                                                                   |                                                                                          | |
| 蔵出し熟成 宇治抹茶                                                                      | 3月25日発売                                                                              | |
| ストロベリームーン                                                                       | 6月3日発売                                                                               | コピー文「赤い月の、誘惑」。※氷菓。パッケージデザインは3種。 ポップコーン「マイクプレミアム ピノ ストロベリームーン味」と同時発売。                                                                              |
| 和栗                                                                                     | 9月9日発売                                                                               | 茨城産和栗を使用 |
| 焦がしみたらしキャラメル                                                                 | 11月25日発売                                                                             | 豆乳仕立て。日本料理「くろぎ」主人の黒木純とのコラボレーション。 |
| 2020年                                                                                   |                                                                                          | |
| 宇治抹茶〜あずき仕立て〜                                                                 | 3月23日発売                                                                              | こしあんには北海道産のあずきを使用。日本料理「くろぎ」主人の黒木純とのコラボレーション第二弾。 パッケージでは京都の老舗手ぬぐい屋「永楽屋」ともコラボレーションし、オリジナルの絵柄をあしらった3種類のデザイン。 |
| ”プチカリッ”チョコミント                                                                 | 6月1日発売                                                                               | 発売を記念して6月1日（月）9時より、特別WEBコンテンツ「ピノ “プチカリッ” チョコミント presents 『追いASMR』」を公開                                                                                               |
| おどるカフェモカ                                                                         | 9月28日発売                                                                              | 2種類の異なるエチオピア産のモカコーヒーを使用。 |
| やみつきアーモンド味                                                                     | 11月23日発売                                                                             | 2021年5月頃までの期間限定。 「ピノ チョコアソート」のフレーバー“アーモンド味”に、つぶつぶローストアーモンドを混ぜ込んで単体として販売。 予想を上回る売れ行きで一時販売休止になった。                             |
| 2021年                                                                                   |                                                                                          | |
| あまおう苺                                                                               | 3月29日発売                                                                              | 9月頃までの期間限定販売。 予想を上回る売れ行きで販売休止になった。 |
| ピスタチオ                                                                               | 5月31日コンビニエンスストア限定先行発売 7月12日全国発売                                  | 11月頃までの期間限定販売。 |
| こく旨キャラメル                                                                         | 9月14日発売                                                                              | コンビニエンスストア限定販売。 |
| バスクチーズケーキ                                                                       | 11月16日コンビニエンスストア限定先行発売 2022年1月17日全国発売                           | 北海道産クリームチーズを使用。 |
| 2022年                                                                                   |                                                                                          | |
| やみつきアーモンド味                                                                     | 5月17日コンビニエンスストア限定先行発売 7月4日全国発売                                   | 2020年、2021年に販売され好評だったため復刻発売。 「ピノ」シリーズ発売以来、初となるドリンクタイプの「ピノ やみつきアーモンド味（ドリンク）」と同時発売。                                                         |

### マルチパック
| すべて3種、28個入り（2008年12月以前の商品）、26個入り（2008年12月以降の商品）、24個入り（2015年3月以降の商品） | すべて3種、28個入り（2008年12月以前の商品）、26個入り（2008年12月以降の商品）、24個入り（2015年3月以降の商品） | すべて3種、28個入り（2008年12月以前の商品）、26個入り（2008年12月以降の商品）、24個入り（2015年3月以降の商品） | すべて3種、28個入り（2008年12月以前の商品）、26個入り（2008年12月以降の商品）、24個入り（2015年3月以降の商品） |
| 種類 | 内容 | 発売日 | 備考 |
| 通年 | 通年 | 通年 | 通年 |
| --- | --- | --- | --- |
| チョコアソート                                                                                                 | チョコ（ビターチョコレート&チョコアイス） チョコ（ミルクチョコレート&チョコアイス）※2008年12月以前の商品       | | |
| チョコアソート                                                                                                 | アーモンド味（アーモンドチョコレート&バニラ）                                                                  | | |
| チョコアソート                                                                                                 | バニラ（セミスィートチョコレート&バニラ）                                                                      | | |
| 期間限定 | | | |
| 限定アソート                                                                                                   | いちご | 2007年11月19日発売                                                                                             | 人気の高かった『いちご』『カフェラテ』が入っている。 |
| 限定アソート                                                                                                   | カフェラテ | 2007年11月19日発売                                                                                             | 人気の高かった『いちご』『カフェラテ』が入っている。 |
| 限定アソート                                                                                                   | バニラ（セミスィートチョコレート&バニラ）                                                                      | 2007年11月19日発売                                                                                             | 人気の高かった『いちご』『カフェラテ』が入っている。 |
| 限定アソート                                                                                                   | ミルクティー                                                                                                   | 2008年12月1日発売                                                                                              | 人気の高かった『ミルクティー』、この限定アソートだけの新フレーバー『ほろ苦キャラメル』が入っている。 |
| 限定アソート                                                                                                   | ほろ苦キャラメル                                                                                               | 2008年12月1日発売                                                                                              | 人気の高かった『ミルクティー』、この限定アソートだけの新フレーバー『ほろ苦キャラメル』が入っている。 |
| 限定アソート                                                                                                   | バニラ（セミスィートチョコレート&バニラ）                                                                      | 2008年12月1日発売                                                                                              | 人気の高かった『ミルクティー』、この限定アソートだけの新フレーバー『ほろ苦キャラメル』が入っている。 |
| パーティーアソート                                                                                             | マダカスカルバニラ                                                                                             | 2009年11月23日発売                                                                                             | 3種類とも新レシピ。 |
| パーティーアソート                                                                                             | ショコラ | 2009年11月23日発売                                                                                             | 3種類とも新レシピ。 |
| パーティーアソート                                                                                             | ティラミス味                                                                                                   | 2009年11月23日発売                                                                                             | 3種類とも新レシピ。 |
| シーズンアソート                                                                                               | カフェラテ（セミスイートチョコレート&コーヒー）                                                                | 2010年7月5日発売                                                                                               | |
| シーズンアソート                                                                                               | 抹茶ラテ（ミルクチョコレート&抹茶）                                                                            | 2010年7月5日発売                                                                                               | |
| シーズンアソート                                                                                               | ティーラテ（セミスイートチョコレート&ミルクティー）                                                            | 2010年7月5日発売                                                                                               | |
| シーズンアソート                                                                                               | マダガスカルバニラ                                                                                             | 2010年11月22日発売                                                                                             | |
| シーズンアソート                                                                                               | ラ・フランス                                                                                                   | 2010年11月22日発売                                                                                             | |
| シーズンアソート                                                                                               | ヘーゼルナッツ                                                                                                 | 2010年11月22日発売                                                                                             | |
| アニバーサリーセレクト                                                                                         | レアチーズ味                                                                                                   | 2011年7月4日発売                                                                                               | 35周年を記念し、今までの限定フレーバー27種中、春夏期で人気が高かった3種をセレクト。 |
| アニバーサリーセレクト                                                                                         | ミント | 2011年7月4日発売                                                                                               | 35周年を記念し、今までの限定フレーバー27種中、春夏期で人気が高かった3種をセレクト。 |
| アニバーサリーセレクト                                                                                         | ミルクチョコ                                                                                                   | 2011年7月4日発売                                                                                               | 35周年を記念し、今までの限定フレーバー27種中、春夏期で人気が高かった3種をセレクト。 |
| アニバーサリーセレクト                                                                                         | いちご | 2011年11月21日                                                                                                 | 35周年を記念し、今までの限定フレーバー27種中、秋冬期で人気が高かった3種をセレクト。 |
| アニバーサリーセレクト                                                                                         | キャラメル | 2011年11月21日                                                                                                 | 35周年を記念し、今までの限定フレーバー27種中、秋冬期で人気が高かった3種をセレクト。 |
| アニバーサリーセレクト                                                                                         | ミルクティー                                                                                                   | 2011年11月21日                                                                                                 | 35周年を記念し、今までの限定フレーバー27種中、秋冬期で人気が高かった3種をセレクト。 |
| シーズンアソート                                                                                               | 洋なし | 2012年6月25日発売                                                                                              | |
| シーズンアソート                                                                                               | いちご | 2012年6月25日発売                                                                                              | |
| シーズンアソート                                                                                               | バニラ | 2012年6月25日発売                                                                                              | |
| シーズンアソート                                                                                               | 抹茶ミルク | 2012年11月19日発売                                                                                             | |
| シーズンアソート                                                                                               | キャラメルマキアート                                                                                           | 2012年11月19日発売                                                                                             | |
| シーズンアソート                                                                                               | バニラ | 2012年11月19日発売                                                                                             | |
| シーズンアソート                                                                                               | いちごチョコ&ヨーグルト味                                                                                      | 2013年6月17日発売                                                                                              | |
| シーズンアソート                                                                                               | マンゴー | 2013年6月17日発売                                                                                              | |
| シーズンアソート                                                                                               | バニラ | 2013年6月17日発売                                                                                              | |
| シーズンアソート                                                                                               | メープル | 2013年11月18日発売                                                                                             | |
| シーズンアソート                                                                                               | いちご | 2013年11月18日発売                                                                                             | |
| シーズンアソート                                                                                               | バニラ | 2013年11月18日発売                                                                                             | |
| シーズンアソート                                                                                               | カフェラテ | 2014年6月16日発売                                                                                              | |
| シーズンアソート                                                                                               | メロン | 2014年6月16日発売                                                                                              | |
| シーズンアソート                                                                                               | バニラ | 2014年6月16日発売                                                                                              | |
| シーズンアソート                                                                                               | キャラメル | 2014年11月17日発売                                                                                             | |
| シーズンアソート                                                                                               | チーズケーキ味                                                                                                 | 2014年11月17日発売                                                                                             | |
| シーズンアソート                                                                                               | バニラ | 2014年11月17日発売                                                                                             | |
| シーズンアソート                                                                                               | パイナップル                                                                                                   | 2015年6月15日発売                                                                                              | |
| シーズンアソート                                                                                               | ぶどう | 2015年6月15日発売                                                                                              | |
| シーズンアソート                                                                                               | バニラ | 2015年6月15日発売                                                                                              | |
| シーズンアソート                                                                                               | いちご | 2015年11月16日発売                                                                                             | |
| シーズンアソート                                                                                               | ミルクティー                                                                                                   | 2015年11月16日発売                                                                                             | |
| シーズンアソート                                                                                               | バニラ | 2015年11月16日発売                                                                                             | |
| ハッピーベリーアソート                                                                                         | バニラ&ストロベリーチョコ                                                                                      | 2016年6月13日発売                                                                                              | |
| ハッピーベリーアソート                                                                                         | ストロベリー&ストロベリーチョコ                                                                                | 2016年6月13日発売                                                                                              | |
| ハッピーベリーアソート                                                                                         | ミルクチョコ&ストロベリーチョコ                                                                                | 2016年6月13日発売                                                                                              | |
| シーズンアソート                                                                                               | マダガスカルバニラ                                                                                             | 2016年11月28日発売                                                                                             | |
| シーズンアソート                                                                                               | いちご | 2016年11月28日発売                                                                                             | |
| シーズンアソート                                                                                               | 抹茶 | 2016年11月28日発売                                                                                             | |
| シーズンアソート                                                                                               | マダガスカルバニラ                                                                                             | 2017年07月17日発売                                                                                             | 映画『メアリと魔女の花』コラボパッケージ。 |
| シーズンアソート                                                                                               | ミルクティー                                                                                                   | 2017年07月17日発売                                                                                             | 映画『メアリと魔女の花』コラボパッケージ。 |
| シーズンアソート                                                                                               | ラ･フランス | 2017年07月17日発売                                                                                             | 映画『メアリと魔女の花』コラボパッケージ。 |
| シーズンアソート（ディズニーデザインパッケージ）                                                               | バニラ | 2018年11月5日発売                                                                                              | 通年商品の「チョコアソート」のディズニーデザインパッケージ版と共に販売。 |
| シーズンアソート（ディズニーデザインパッケージ）                                                               | キャラメル | 2018年11月5日発売                                                                                              | 通年商品の「チョコアソート」のディズニーデザインパッケージ版と共に販売。 |
| シーズンアソート（ディズニーデザインパッケージ）                                                               | 抹茶 | 2018年11月5日発売                                                                                              | 通年商品の「チョコアソート」のディズニーデザインパッケージ版と共に販売。 |
| カラフルフルーティーアソート（ミニオンパッケージ）                                                             | バニラ | 2019年6月3日発売                                                                                               | 通年商品の「チョコアソート」「バニラ（6個入）」のミニオンパッケージ版と共に販売。 「ミックスフルーツ」はパインアップル、うんしゅうみかん、マンゴーの3種類の果汁を使用したミックスフルーツアイスを、マンゴーパッションフルーツチョコレートでコーティング                                      |
| カラフルフルーティーアソート（ミニオンパッケージ）                                                             | ぶどう | 2019年6月3日発売                                                                                               | 通年商品の「チョコアソート」「バニラ（6個入）」のミニオンパッケージ版と共に販売。 「ミックスフルーツ」はパインアップル、うんしゅうみかん、マンゴーの3種類の果汁を使用したミックスフルーツアイスを、マンゴーパッションフルーツチョコレートでコーティング                                      |
| カラフルフルーティーアソート（ミニオンパッケージ）                                                             | ミックスフルーツ                                                                                               | 2019年6月3日発売                                                                                               | 通年商品の「チョコアソート」「バニラ（6個入）」のミニオンパッケージ版と共に販売。 「ミックスフルーツ」はパインアップル、うんしゅうみかん、マンゴーの3種類の果汁を使用したミックスフルーツアイスを、マンゴーパッションフルーツチョコレートでコーティング                                      |
| ショートケーキアソート（ピノガチャパッケージ）                                                                 | バニラ | 2019年11月4日発売                                                                                              | 通年商品の「チョコアソート」のガチャパッケージ版と共に販売。 発売を記念して、「ピノガチャ」の楽しさを体験していただけるイベント、『巨大「ピノガチャ」出現！体験型サンプリングイベント』を、11月4日（月・祝）に池袋サンシャインシティ アルパB1 屋内イベントスペース「噴水広場」にて開催した。 |
| ショートケーキアソート（ピノガチャパッケージ）                                                                 | ストロベリー                                                                                                   | 2019年11月4日発売                                                                                              | 通年商品の「チョコアソート」のガチャパッケージ版と共に販売。 発売を記念して、「ピノガチャ」の楽しさを体験していただけるイベント、『巨大「ピノガチャ」出現！体験型サンプリングイベント』を、11月4日（月・祝）に池袋サンシャインシティ アルパB1 屋内イベントスペース「噴水広場」にて開催した。 |
| ショートケーキアソート（ピノガチャパッケージ）                                                                 | ミルクティー                                                                                                   | 2019年11月4日発売                                                                                              | 通年商品の「チョコアソート」のガチャパッケージ版と共に販売。 発売を記念して、「ピノガチャ」の楽しさを体験していただけるイベント、『巨大「ピノガチャ」出現！体験型サンプリングイベント』を、11月4日（月・祝）に池袋サンシャインシティ アルパB1 屋内イベントスペース「噴水広場」にて開催した。 |
| シーズンアソート（スヌーピーフレンズパッケージ）                                                               | バニラ | 2021年5月24日発売                                                                                              | 通年商品の「チョコアソート」のスヌーピーフレンズパッケージ版と共に販売。 |
| シーズンアソート（スヌーピーフレンズパッケージ）                                                               | メロン | 2021年5月24日発売                                                                                              | 通年商品の「チョコアソート」のスヌーピーフレンズパッケージ版と共に販売。 |
| シーズンアソート（スヌーピーフレンズパッケージ）                                                               | ミックスベリー                                                                                                 | 2021年5月24日発売                                                                                              | 通年商品の「チョコアソート」のスヌーピーフレンズパッケージ版と共に販売。 |
| 非売品 | | | |
| まるごとアーモンド味                                                                                           | アーモンド味（アーモンドチョコレート&バニラ）                                                                  | | 人気の高いアーモンド味だけのマルチパック。2014年3月～5月キャンペーンのみのプレゼント品。 |

### 関連商品
| 種類                                       | 発売日                                                              | 備考                                                              |
| ------------------------------------------ | ------------------------------------------------------------------- | ----------------------------------------------------------------- |
| マイクプレミアム ピノ アーモンド味         | 2019年2月11日コンビニエンスストア限定先行発売 2019年2月25日全国発売 | ポップコーン。「マイクポップコーン」のコラボレーション商品。      |
| マイクプレミアム ピノ ストロベリームーン味 | 2019年6月3日                                                        | ポップコーン。「マイクポップコーン」のコラボレーション商品第2弾。 |
| ピノ やみつきアーモンド味（ドリンク）      | 2022年5月17日                                                       | 「ピノ」シリーズ発売以来、初となるドリンクタイプ。                |

## 原材料
- 乳製品
- チョココーティング
- いちご果汁
- 砂糖
- 水あめ
- 乳化剤
- 増粘安定剤 - 増粘多糖類
- 香料
- 酸味料
- 野菜色素 - 一部大豆を含む

## 内容量
ピノ、ピノいちご他
- 10ml×6

ピノチョコアソート
- 10ml×24

## 栄養成分
ピノいちご（ひと粒当たり）
- エネルギー - 32kcal
- たんぱく質 - 0.4g
- 脂質 - 2.1g
- 炭水化物 - 2.8g
- ナトリウム - 5mg

## テレビCM
- 1970年代後半、一時「富士ピノ」という商品名で渋谷哲平やアニメ「がんばれ元気」を起用していたことがある。
- 「森永ピノ」→「富士ピノ」→「エスキモーピノ」という商品名の変遷があった。
- 1982年より新井薫子、CMソングに矢野顕子を起用。
- 1987年に国生さゆりを起用[4]。前年の1986年からエスキモーブランドのイメージキャラクターを務めていた[5]。
- 1995年と1996年には、CMの出演者によって女性アイドルグループpinoが結成された。
  - 1995年（第1期メンバー）: 三宅えみ、長野かずえ、小谷みさこ
  - 1996年（第2期メンバー）: 河村理沙、荒真弓、勇静華
- 1998年から1999年までは当時ジャニーズJr.（現在は嵐）の相葉雅紀と二宮和也の2人が出演。
- 1999年から2000年までは嵐が出演。
- 2005年から2007年までは木村カエラがCMに出演。
- 2008年4月よりPerfumeが出演。
- 2010年5月より櫻井翔が出演。2012年の「食べ順」編では毒蝮三太夫が共演。
- 2021年6月よりV6が出演。V6は2021年11月に解散が決まった状態であったが、森永乳業は「V6の皆さんは2021年11月に新しいステージに進みます。私たちも最初は驚き、「なかよしで行こう。」キャンペーン について再度考えました。その中でむしろ、V6の皆さんのなかよしは、26年続いており揺るがないものであること、これからも形を変え、きっと続くであろうことを強く認識しました。一緒になかよしをひろげていることを嬉しく思っています。」というコメントを発表している[6]。

## その他
- ピノ1個10gの比率はアイス部分が8g、チョコレート部分が2gとなっている。
- 1970年後半（エスキモーブランド発足前）には、一時当たりくじ付きで発売されていたことがある（当たりが出ると、もう1つピノがもらえる）。

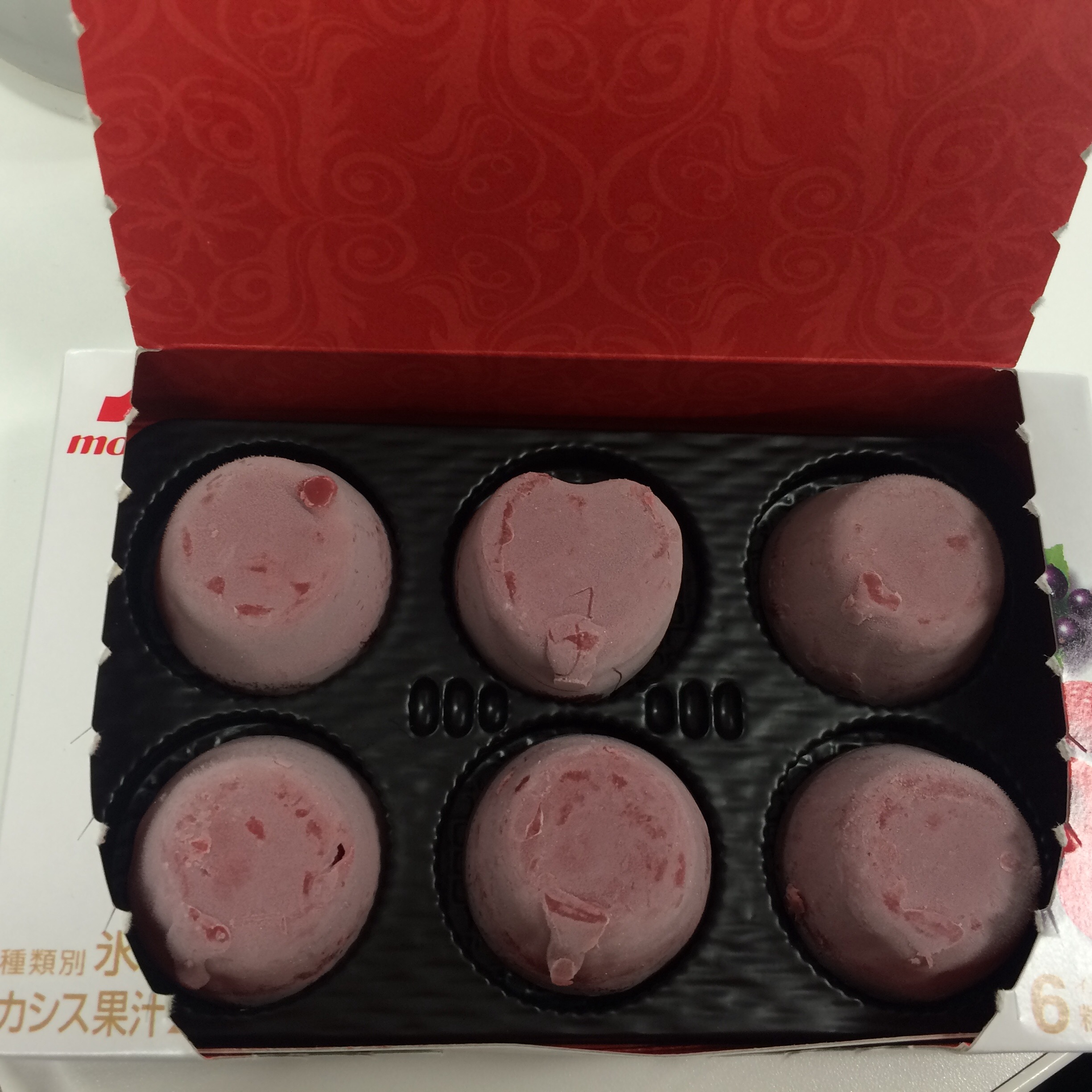
ハート形のピノ

- まれに星形やハート形のピノが入っている場合がある[7]。星形のピノハート形のピノ星形は「願いのピノ」、ハート形は「幸せのピノ」と呼ばれている。その複数が入っているレアなケースも確認されている[8]。

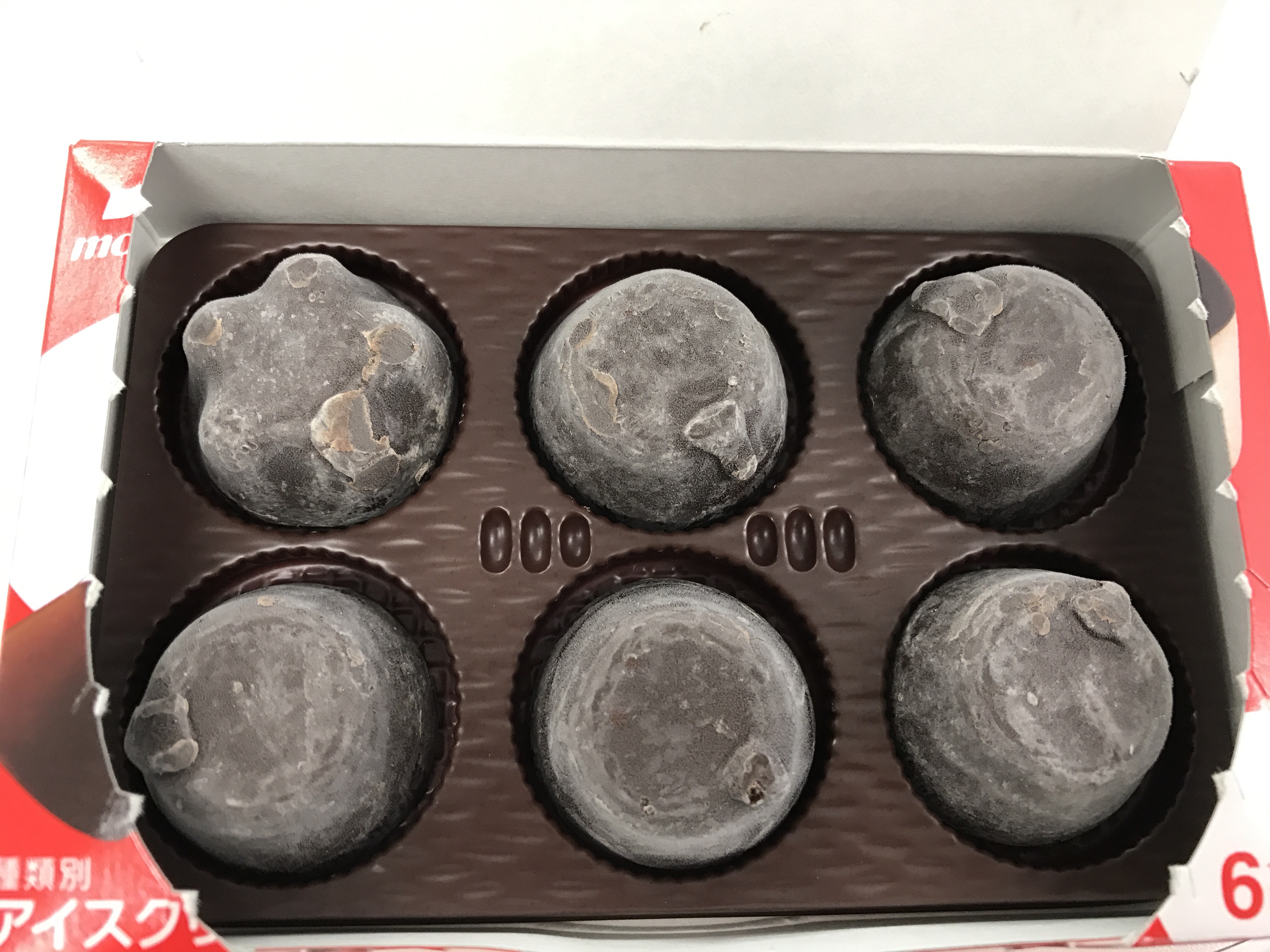
星形のピノ

- 同梱されているピックには番号が書かれていて、ピノ公式ページ上の占いに利用できる。
- 2007年には、日産の同名の軽自動車「ピノ」が当たるオープン懸賞を行ったことがある。
- 元大相撲力士の臥牙丸勝の好物として、ファンに知られている。なお、臥牙丸本人はかつて1日2kgものアイスを食べていたが、現在は1日pino5～6箱に留めている。
- 2020年10月、いろいろな“かわいい”を表現した50種類のパッケージ「ピノ かわいいパッケージ50」を数量限定で発売。手塚治虫原作の漫画『ブラック・ジャック』のキャラクター、"ピノコ″を起用した特設サイトを展開した[9]。